# Sebastian Schmid
Sebastian Schmid (geboren 1533 in Zollikon; gestorben im Herbst 1586 in Oberwinterthur) war ein Schweizer Pfarrer, Astronom und Kartograph.

## Lebenslauf
Sebastian Schmid wurde 1533 als Sohn von Erasmus Schmid, besser bekannt als Pfarrer Erasmus Fabricius, und der ehemaligen Nonne Martha Blarer geboren. Sein Vater war ein Anhänger Zwinglis und an der Reformation von Stein am Rhein massgeblich beteiligt.
Schmid zog mit seinem Vater, der 1538 Archidiakon am Grossmünster wurde, nach Zürich um und erhielt dort ab 1546 als Stipendiat am Zürcher Grossmünster seine erste Ausbildung. Später studierte und magistrierte er wahrscheinlich in Marburg. In Marburg lernte er mutmasslich auch den späteren Antistes Burkhard Leemann kennen, zu dem er später auch seinen Sohn zum Studium hinschicken sollte. 1557 erfolgte seine Ordination. Danach wurde er als Pfarrer von Albisrieden gewählt, zog jedoch die Pfarrstelle in Kyburg vor. Nach drei Jahren in Kyburg wurde er 1560 von den Examinatoren für die grössere Pfarrstelle in Oberwinterthur vorgeschlagen, wo er bis zu seinem Tod wirkte.
Als Gelehrter beschäftigte sich Schmid neben seinen theologischen Aufgaben auch mit Mathematik, Astronomie und Kartographie. Von Schmid sind mehrere Werke erhalten, die sich unter anderem mit der Berechnung und Herstellung von Sonnenuhren und Quadranten beschäftigen. Ausserdem ist auch ein Werk Schmids über Vermessungstechnik und Kartenzeichnen bekannt, das die damals übliche Kreisschnittmethode nach Gemma Frisius erstmals in der Praxis beschreibt. Dieses Werk Schmids, das mehrere Zürcher Orte als Beispiel heranzieht, wurde im gleichen Jahr publiziert wie die von Murer herausgegebene Karte des Zürichgaus. Es wird daher angenommen, dass Schmid dem späteren Zürcher Amtmann in Winterthur, Jos Murer, bei der Erstellung der ältesten Karte des Kantons zur Seite stand.
Seine Tochter Susanna heiratete 1583 den Theologen Raphael Eglin. Schmid wurde im Herbst 1586 im Alter von 53 Jahren Opfer der damals grassierenden Pestepidemie.

## Werke
Folgende Werke von Schmid sind bekannt:
- Chorographia et Topographia. Underrichtung, wie man recht und kunstlich eine jede Landschaft abcontrefeyen und in grund legen solle. 1566.[6]
- Supputationem Horologiorum Solarium Arithmeticam. Basel 1579.
- Illustrationem Petri Nonij de crepusculis. Basel 1583.
- Fabricam Quadrantu horarij & geometrici.
- Institutionem de Usu Astronomici & Geometrici Quadrantis.
- Descriptionem cylindri mobilem licet, tamen eccemtricum habentis Indisem.
- Descriptionem Horologij Annularis.